# Балтаев, Рахимберды Эметжанович
Рахимберды Балтаев (туркм. Rahimberdy Baltaýew; 16 мая 1986) — туркменский футболист, защитник клуба «Ашхабад» и сборной Туркменистана.

## Биография
Выступал за футбольный клуб «Ашхабад». В 2013 году перешёл в азербайджанский «Кяпаз», дебютировал 9 февраля в матче с «Нефтчи». Дебютировал за клуб 9 февраля 2013 года в домашней игре против бакинского «Нефтчи»

## Достижения
Туркменистан
- Финалист Кубка вызова АФК: 2012